# Гутнов, Батырбек Каурбекович
Батырбек Каурбекович Гутнов (1901—1938) — директор московского танкостроительного завода.
Родился в с. Кадгарон.
В 1930 г. окончил институт стали в Ленинграде. Работал на военном заводе по производству танков.
В 1933—1934 гг. на стажировке в Германии.
С 1934 г. директор московского завода № 37 им. Орджоникидзе Спецмаштреста НКТП, ставшего одним из основных танковых заводов (наряду с Ленинградом и Харьковом), член коллегии народного комиссариата тяжелой промышленности СССР.
Указом от 10.05.1936 награждён орденом Ленина и премирован легковой автомашиной.
Арестован 29.08.1937. 1 сентября 1938 г. приговорен к ВМН и в тот же день расстрелян  Место захоронения — спецобъект НКВД «Коммунарка».
Его именем названа улица в Кадгароне.
Сын — Руслан Батырбекович Гутнов (1930—1984), кандидат технических наук.